# Torymus artemisiae
Torymus artemisiae är en stekelart som beskrevs av Mayr 1874. Torymus artemisiae ingår i släktet Torymus och familjen gallglanssteklar. Inga underarter finns listade i Catalogue of Life.